# Aclytia modesta
Aclytia modesta är en fjärilsart som beskrevs av Köhler 1924. Aclytia modesta ingår i släktet Aclytia och familjen björnspinnare. Inga underarter finns listade i Catalogue of Life.